# 28427 Gidwani
28427 Gidwani è un asteroide della fascia principale. Scoperto nel 1999, presenta un'orbita caratterizzata da un semiasse maggiore pari a 2,5522143 UA e da un'eccentricità di 0,1503512, inclinata di 1,47966° rispetto all'eclittica.